# Shanghai Dragons
Pour l’article homonyme, voir Shanghai Dragons (hockey sur glace).
Shanghai Dragons est une équipe professionnelle d'esport, fondée en 2017 et basée à Shanghai en Chine. C'est l'une des 12 équipes fondatrices de l'Overwatch League.
Elle détient le record de la plus longue série de défaites dans un sport professionnel, avec 42 défaites consécutives, dont aucun match remporté lors de la première saison en 2018. Cette série se termine le 22 février 2019, avec une victoire contre les Boston Uprising.
Shanghai Dragons est aussi la première équipe de l'Overwatch League à avoir une joueuse dans ses rangs. Il s'agit de Se-yeon "Geguri" Kim, qui quitte l'équipe en octobre 2020
L'équipe remporte la saison 2021 de l'Overwatch League, s'imposant 4-0 en finale contre Atlanta Reign.

## Équipe

### Joueurs actuels
| N° | Pseudo    | Nom             | Nationalité  | Rôle    | Arrivée           |
| -- | --------- | --------------- | ------------ | ------- | ----------------- |
| 0  | Diya      | Weida Lu        | Chine        | DPS     | 31 octobre 2017   |
| 96 | Geguri    | Seyeon Kim      | Corée du Sud | Tank    | 13 février 2018   |
| 21 | diem      | Minseong Bae    | Corée du Sud | DPS     | 22 octobre 2018   |
| 31 | DDing     | Jinhyeok Yang   | Corée du Sud | DPS     | 22 octobre 2018   |
| 66 | Luffy     | Seonghyeon Yang | Corée du Sud | Support | 22 octobre 2018   |
| 22 | Izayaki   | Minchul Kim     | Corée du Sud | Support | 19 septembre 2019 |
| 1  | Fleta     | Byungsun Kim    | Corée du Sud | DPS     | 13 novembre 2019  |
| 70 | LIP       | Lee Jae-won     | Corée du Sud | DPS     | 25 novembre 2019  |
| 57 | Void      | Kang Jun-woo    | Corée du Sud | Tank    | 25 novembre 2019  |
| 17 | Stand1    | Seo Ji-won      | Corée du Sud | Tank    | 25 novembre 2019  |
| 2  | LeeJaeGon | Lee Jae-Gon     | Corée du Sud | Support | 25 novembre 2019  |
| 8  | Fearless  | Euiseok Lee     | Corée du Sud | Tank    | 18 janvier 2020   |

### Organisation
| Pseudo     | Nom                     | Nationalité  | Rôle                        |
| ---------- | ----------------------- | ------------ | --------------------------- |
| Van        | Yang Van                | Chine        | Coordinateur général        |
| Zen        | Zheng Yang              | Chine        | Coordinateur des opérations |
| Xiaose     | Xudong Huang (黄旭东)   | Chine        | Coordinateur des joueurs    |
| Forgiver   | Yizhou Liao             | Chine        | Coordinateur des joueurs    |
| Moon       | Byungchul Moon          | Corée du Sud | Coach                       |
| Dongsu     | Dongsoo Shin            | Corée du Sud | Assistant coach             |
| Jfeel      | Jeongmin Kim            | Corée du Sud | Assistant coach             |
| Kong       | Junyoung Son            | Corée du Sud | Assistant coach             |
| Quatermain | Song Ji-hoon            | Corée du Sud | Assistant coach             |
| Darren     | Bingxu Cui              | Chine        | Traducteur                  |
| Alan       | Gai Yandahan (盖延达汉) | Chine        | Créateur de contenu         |

### Anciens membres
| N° | Pseudo   | Nom          | Nationalité  | Rôle    | Date de départ   | Note                      |
| -- | -------- | ------------ | ------------ | ------- | ---------------- | ------------------------- |
| 10 | envy     | Kangjae Lee  | Corée du Sud | Tank    | 18 janvier 2020  | → départ à la retraite    |
| 13 | CoMa     | Kyungwoo Son | Corée du Sud | Support | 8 novembre 2019  | → NC                      |
| 1  | Gamsu    | Youngjin Noh | Corée du Sud | Tank    | 4 novembre 2019  | → Dallas Fuel             |
| 33 | YOUNGJIN | Youngjin Jin | Corée du Sud | Flex    | 23 octobre 2019  | → départ à la retraite    |
| 11 | Guardian | Junhwan Jo   | Corée du Sud | Tank    | 12 juin 2019     | → NC                      |
| 66 | Xushu    | Junjie Liu   | Chine        | Tank    | 2 septembre 2018 | → Legend Young Beyond     |
| 26 | Roshan   | Wenhao Jing  | Chine        | Tank    | 2 septembre 2018 | → Light Gaming            |
| 13 | Altering | Yage Cheng   | Chine        | Support | 2 septembre 2018 | → Flat Gaming             |
| 9  | Fiveking | Zhaoyu Chen  | Chine        | Support | 2 septembre 2018 | → Team CC                 |
| 7  | Freefeel | Peixuan Xu   | Chine        | Support | 2 septembre 2018 | → Young Kaiser Gaming.Red |
| 22 | Sky      | Junjian He   | Chine        | Support | 2 septembre 2018 | → Ignition One            |
| 99 | Ado      | Gihyeon Chon | Corée du Sud | DPS     | 2 septembre 2018 | → Washington Justice      |
| 10 | Daemin   | Daemin Kim   | Corée du Sud | DPS     | 2 septembre 2018 | → Blank Esports           |
| 72 | MG       | Dongjian Wu  | Chine        | Tank    | 5 juin 2018      | → Big Time Regal Gaming   |
| 21 | Undead   | Chao Fang    | Chine        | DPS     | 29 mars 2018     | → LinGan e-Sports         |

## Résultats
| Saison | Matchs joués | Match gagnés | Matchs perdus | Pourcentage de victoire | Cartes gagnées | Cartes perdues | Cartes nulles | Différentiel de cartes | Classement (dans la ligue) | Finales         |
| ------ | ------------ | ------------ | ------------- | ----------------------- | -------------- | -------------- | ------------- | ---------------------- | -------------------------- | --------------- |
| 2018   | 40           | 0            | 40            | 00,0 %                  | 21             | 141            | 2             | -120                   | 12e (sur 12)               | Non sélectionné |
| 2019   | 28           | 13           | 15            | 46,4 %                  | 51             | 61             | 3             | -10                    | 11e (sur 20)               | Non sélectionné |
| 2020   | 29           | 27           | 2             | 93,1 %                  | 59             | 15             | 1             | +44                    | 1re (sur 20)               | 3e              |

### Récompenses individuelles
Sélections pour l’événement All-Star
- Geguri (Kim Se-yeon) – 2018
- Diem (Bae Min-Sung) – 2019
- Fearless (Euiseok Lee) – 2020
- Void (Kang Jun-woo) – 2020
- Fleta (Byungsun Kim) – 2020
- LeeJaeGon (Lee Jae-Gon) – 2020
- Izayaki (Minchul Kim) – 2020

Sélections en tant que joueurs stars
- DDing (Jinhyeok Yang) – 2019
- Fleta (Byungsun Kim) – 2020
- LIP (Lee Jae-won) – 2020
- Void (Kang Jun-woo) – 2020
- Fearless (Euiseok Lee) – 2020
- LeeJaeGon (Lee Jae-Gon) – 2020

Meilleur joueur de la saison (MVP) : Fleta (Byungsun Kim) – 2020
Coach de l'année : Moon (Byungchul Moon) – 2020